# Constitution de l'idéologie d'Adolf Hitler

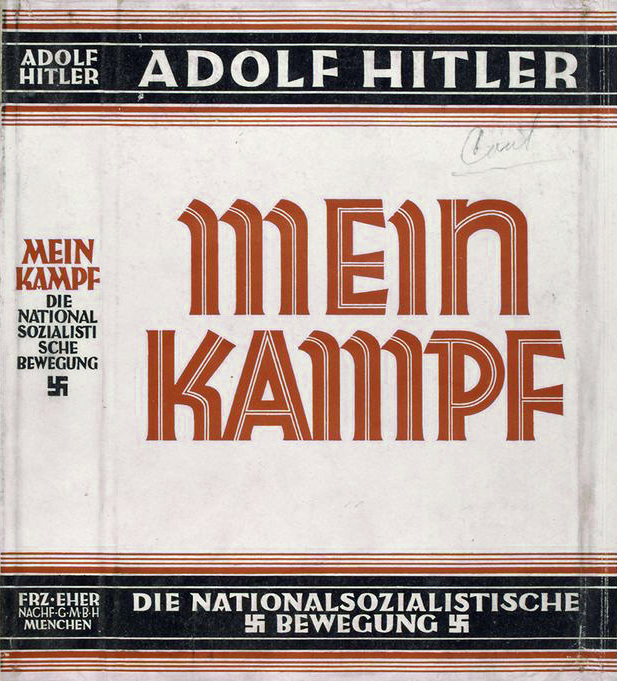
Mein Kampf, publié en 1925, condense les opinions d'Adolf Hitler.

Les opinions politiques d'Adolf Hitler, dictateur de l'Allemagne nazie de 1933 à 1945, ont posé différentes difficultés aux historiens et biographes.
D'abord, Hitler adaptait ses écrits et discours aux besoins politiques et aux circonstances, bien que certains thèmes récurrents se dégagent, comme l'antisémitisme, l'anticommunisme, l'antislavisme, l'antiparlementarisme, le concept allemand de Lebensraum (l'« espace vital » ou biotope), la croyance en la supériorité d'une « race aryenne » et une forme extrême de nationalisme allemand héritée en partie du mouvement völkisch combinée au darwinisme social.
Hitler, qui place au cœur de sa vision du monde l'antisémitisme, dit lutter contre ce qu'il appelle le judéo-marxisme, et la finance juive internationale. Ainsi, et ce dès son premier écrit politique retrouvé, daté de 1919, le peuple juif, pensé comme un groupe racial homogène, est rendu coupable de tous les malheurs qui affligent la « race allemande ».
Cependant, les historiens ne sont pas réellement partagés sur les idées politiques d'Hitler en elles-mêmes, assez explicites dès le début des années 1920, mais plutôt sur les moments, rencontres et périodes qui ont été les temps de constitution desdites opinions.
On peut dès lors tenter de distinguer trois périodes pendant lesquelles les opinions politiques de Hitler ont plus ou moins pris forme : 
- D'abord, ses années de jeunesse marquées par la pauvreté et l'oisiveté à Vienne et Munich avant la Première Guerre mondiale, durant lesquelles il consomme des brochures politiques nationalistes et des journaux conservateurs et antisémites. Hitler est ainsi au contact de la pensée de personnalités politiques diverses, comme l'Autrichien Georg Ritter von Schönerer, ou le maire de Vienne Karl Lueger, virulent antisémite.
- Ensuite, la période clé de 1919-1920, qui suit directement la défaite de l'Allemagne à la fin de la Première Guerre mondiale. Hitler prétend avoir développé son nationalisme exacerbé et aurait juré de « sauver » l'Allemagne de ses ennemis extérieurs et intérieurs, qu'il considérait comme des traîtres, au moment de la défaite. Cette fiction de la « révélation » est entretenue par Hitler dans Mein Kampf, mais les mois qui suivent la défaite montrent des errances politiques chez Hitler, élu par ses camarades de chambrée dans la Räterepublik socialiste, et ce sans grande conviction, selon l'historien Ian Kershaw. Pendant cette période de troubles, Hitler est dans une posture attentiste. Un moment central reste cependant la formation politique qu'il reçoit à l'été 1919 au sein de l'armée (Hitler n'a pas été démobilisé, ayant fait du zèle en dénonçant des soldats sensibles aux thèses communistes), dans laquelle il fait montre d'un nationalisme et d'un antisémitisme exacerbés, qui lui permettent d'être remarqué par Karl Mayr, un officier allemand. Ce dernier missionne Hitler de fonctions de renseignement au sein d'un groupuscule d'extrême droite antisémite issu du mouvement völkisch, structuré en parti politique, le DAP. Hitler intègre ce petit parti sur ordre de Mayr, et y reste.
- Enfin, les années 1920, qui marquent son ascension au sein du DAP, dont il prend le contrôle, le transformant en Parti nazi. Hitler gagne en popularité grâce à ses discours tenus dans les brasseries de Bavière, et devient progressivement un personnage incontournable de la scène ultra nationaliste bavaroise. Les opinions politiques d'Hitler s'incarnent ensuite particulièrement dans son pamphlet, Mein Kampf, qu'il rédige après le putsch raté à Munich en 1923. Les grandes lignes de sa pensée politique détaillées ci-avant s'y retrouvent de manière obsessionnelle. Pendant cette période, Hitler est également influencé par le fascisme de Benito Mussolini, nommé Président du Conseil du Royaume d'Italie en octobre 1922 après la « Marche sur Rome »[note 2].

À bien des égards, Hitler est essentiel à l'attrait politique du nazisme et à sa concrétisation en Allemagne. Ses opinions étaient importantes et se répercutaient avec plus ou moins d'efficacité sur les politiques de l'Allemagne nazie. Dès le début des années 1920, Hitler affirme le Führerprinzip (le principe du chef, de guide), qui prône l'obéissance absolue de tous les subordonnés à leurs supérieurs. En conséquence, Hitler, le Führer, se considère comme le sommet de la hiérarchie du parti, et plus tard, du gouvernement. Hitler croit fermement que la force de la « volonté » est déterminante pour fixer la trajectoire politique d'une nation et justifie toutes ses décisions par ce principe. Étant donné qu'Hitler était nommé chef du Reich allemand à vie, il « incarnait le pouvoir suprême de l'État et, en tant que délégué du peuple allemand », il lui revenait de déterminer la « forme extérieure et la structure du Reich ».
Ainsi, l'action politique de Hitler repose sur une idéologie dont le socle mêle le nationalisme allemand, les doctrines issues du mouvement völkisch, l'antisémitisme européen traditionnel, à une doctrine raciale intellectualisée, elle-même constituée d'un amalgame de théories pseudoscientifiques issues du darwinisme social, et d'idées — souvent acquises de seconde main et parfois partiellement comprises — de Friedrich Nietzsche, Arthur Schopenhauer, Richard Wagner, Houston Stewart Chamberlain, Arthur de Gobineau et Alfred Rosenberg, ainsi que de Paul de Lagarde, Alfred Ploetz et d'autres intellectuels.

## Chronologie du développement idéologique d'Adolf Hitler

### Avant la Première Guerre mondiale

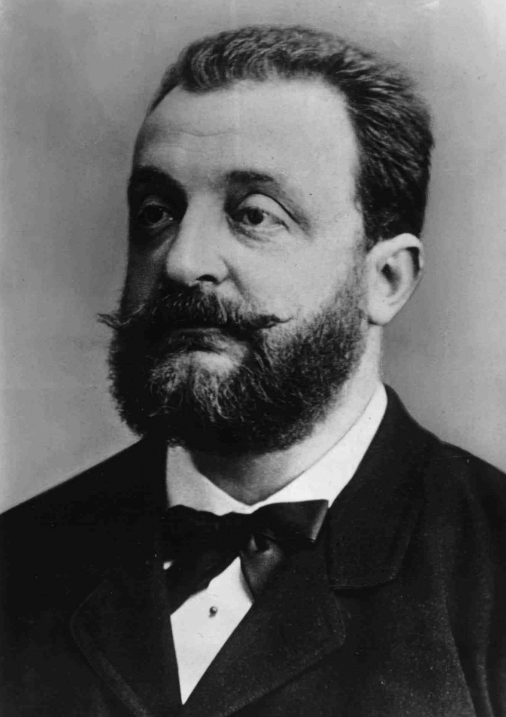
Georg Ritter von Schönerer (1842-1921), nationaliste pangermaniste antisémite et anti-catholique, a une grande influence sur la constitution de l'idéologie d'Adolf Hitler.

Pendant la période qu'il passe à Vienne, entre 1907 et 1913, Hitler est au contact d'une rhétorique raciste. Des populistes, comme le maire de la ville, Karl Lueger, exploitent le sentiment antisémite répandu dans la ville, accusant les Juifs de tout et n'importe quoi, selon Peter Longerich,. Lueger défend également des idées nationalistes allemandes. Les sentiments nationalistes allemands sont alors répandus dans le quartier de Mariahilf, où Hitler réside. Hitler lisait des journaux locaux conservateurs, ainsi que des brochures liées à des philosophes et théoriciens tels que Houston Stewart Chamberlain, Charles Darwin, Friedrich Nietzsche, Gustave Le Bon et Arthur Schopenhauer.
Hitler développe un fort antislavisme ciblant particulièrement les Tchèques durant sa vie à Vienne,,. Il est influencé par les idées des philosophes nordicistes comme Jörg Lanz von Liebenfels et Houston Stewart Chamberlain, qui défendent la théorie pseudo-scientifique de la supériorité d'une race aryenne, et sont partisans, plus largement, de l'idée d'une supériorité raciale des peuples nordiques,. Ces penseurs du racisme affirment que le peuple aryen est menacé par ceux qu'ils considéraient comme inférieurs, en premier lieu desquels les Juifs et les Slaves. Ils préconisent en outre la mise en œuvre d'une société fondée sur le concept de « pureté raciale », qu'ils jugent essentielle à la survie des peuples nordiques dans le monde moderne. Ils sont également anticommunistes.
Hitler est également influencé par l'influent homme politique autrichien Georg Ritter von Schönerer, un nationaliste pangermaniste anti-catholique et antisémite qui milite alors pour l'incorporation de l'Autriche dans l'Empire allemand, et dénonce avec véhémence les minorités juives et slaves vivant dans l'Empire austro-hongrois.
Durant son séjour à Vienne, Hitler développe également une aversion profonde pour les idées de la social-démocratie. Auparavant, il avait une opinion favorable du parti social-démocrate autrichien, qu'il voyait de manière pragmatique comme une faction politique susceptible de faciliter l'effondrement du gouvernement Habsbourg, qu'il assimilait à un régime pro-slave et anti-germanique. Hitler considère les Slaves comme un peuple inférieur, incapable d'organiser une structure politique et les perçoit comme la plus grande menace au mouvement pangermanique. Il finit par se détourner des sociaux-démocrates, en raison de leur politique d'acceptation de membres slaves dans leurs rangs. Décrivant son expérience avec les sociaux-démocrates qu'il rencontra à Vienne, Hitler écrit dans Mein Kampf :

« Ce qui me répugnait le plus, c'était leur attitude hostile [les sociaux-démocrates autrichiens] à la lutte pour la préservation du germanisme, leur honteuse cour assidue au « camarade » slave, qui acceptait cette déclaration d’amour dans la mesure où elle s’accompagnait de concessions concrètes, mais qui, autrement, maintenait une attitude hautaine et arrogante. Ils donnaient ainsi à ces mendiants envahissants la récompense qu’ils méritaient. »

— Adolf Hitler, Mein Kampf, Volume I, Chapitre II, p. 38

### Première Guerre mondiale et défaite

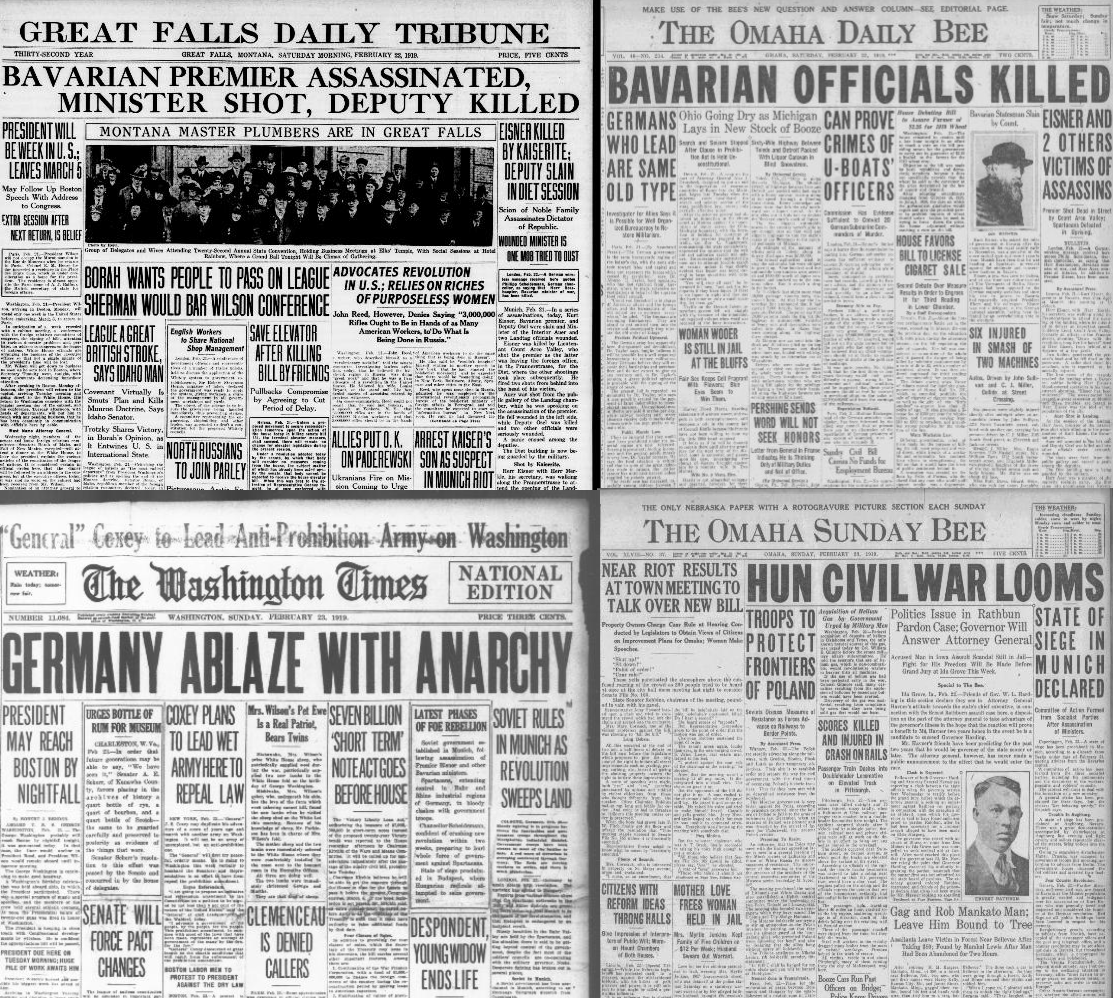
Couverture médiatique des troubles de février 1919 en Allemagne, rapportée par plusieurs journaux aux États-Unis.

Pendant la Première Guerre mondiale, Hitler est affecté à la transmission des informations sur la ligne de front, un poste à risque où nombreux sont les soldats à mourir. Cependant, du fait du mépris éprouvé par les Allemands qui avaient combattu dans les tranchées pour ce type de soldats, considérés comme privilégiés (car ayant quelques avantages lors de leurs repos), Hitler n'évoque pas son réel poste dans Mein Kampf. Il ne semble pas s'exprimer beaucoup politiquement, et n'est pas particulièrement apprécié par ses camarades. Hitler perd la vue lors d'une attaque au gaz moutarde le 15 octobre 1918, ce qui conduit à son hospitalisation à Pasewalk. C'est là qu'il apprend la défaite de l'Allemagne, l'Armistice devant entrer en vigueur le 11 novembre. Selon le propre récit qu'il construit a posteriori, il aurait subi une seconde crise de cécité en apprenant la nouvelle. Hitler lie cet évènement à son parcours : « ... mon propre destin m'est apparu. Je décidais d'entrer en politique ».
Le 19 novembre 1918, Hitler sort de l’hôpital de Pasewalk et retourne à Munich, qui était alors en pleine agitation socialiste. Arrivant le 21 novembre, il est affecté à la 7e compagnie du 1er bataillon de réserve du 2e régiment d'infanterie. Comme de nombreux soldats, il n'a pas d'autre perspective professionnelle et personnelle que celle offerte par l'armée, qui lui donne la garantie d'une solde. En décembre, il est réaffecté à un camp de prisonniers de guerre à Traunstein en tant que garde. Il y reste jusqu'à la dissolution du camp en janvier 1919.
De retour à Munich, Hitler passe quelques mois en caserne en attendant une nouvelle affectation. À cette époque, Munich est le cœur de fortes agitations politiques. Un gouvernement insurrectionnel, celui de la République des conseils de Bavière, est établi entre début avril et début mai 1919. Le climat est particulièrement tendu dans cette période d'effondrement de l'Empire allemand. De nombreux assassinats politiques ont lieu, dont celui de la figure socialiste Kurt Eisner qui est abattu à Munich par un nationaliste allemand le 21 février 1919. D'autres personnalités politiques allemandes sont tuées, comme Paul Ritter von Jahreiß, un officier allemand, et le député conservateur Heinrich Osel (de).
Dans ce climat politique agité, Berlin décide d'envoyer l'armée, que les communistes surnomment à l'époque les « Gardes blancs du capitalisme ». Le 3 avril 1919, Hitler est élu représentant de son bataillon militaire, et à nouveau le 15 avril. Durant cette période, il exhorte son unité à ne pas prendre part aux combats et à ne rejoindre aucun camp, dans une position attentiste. La République des conseils de Bavière est officiellement écrasée le 6 mai 1919, lorsque le lieutenant-général Ernst von Oven et ses forces militaires déclarent la ville sécurisée, après une répression très violente. Dans la vague d'arrestations et d'exécutions qui suit, Hitler dénonce un autre agent de liaison, Georg Dufter, comme un « agitateur radical soviétique ». Les témoignages qu'il fournit à la commission d'enquête militaire permettent d'identifier d'autres membres de l'armée « contaminés par la ferveur révolutionnaire ». Grâce à ses opinions et actions anticommunistes, il n'est pas démobilisé lorsque son unité est dissoute en mai 1919.
En juin 1919, il est affecté au bureau de démobilisation du 2e régiment d'infanterie. Le commandement militaire allemand publie un décret indiquant que la priorité principale de l'armée est de « mener, en collaboration avec la police, une surveillance plus stricte de la population [...] afin que toute nouvelle agitation puisse être détectée et éteinte ».

### Recrutement en tant qu'agent du renseignement militaire

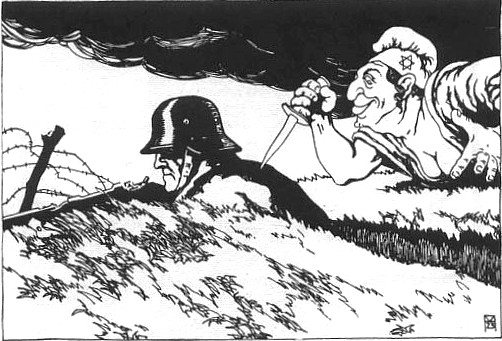
Dessin antisémite illustrant la Dolchstoßlegende : l'armée allemande frappée par la « démocratie juive » (carte postale autrichienne de 1919).

En mai 1919, Karl Mayr devint commandant du 6e bataillon du régiment de garde à Munich et, à partir du 30 mai, chef d'une section du « Département d'éducation et de propagande » (Dept Ib/P) de la Reichswehr. En tant que chef d'une sous-section du service de renseignement, Mayr recrute Hitler comme agent infiltré au début de juin 1919.
Sous les ordres du capitaine Mayr, des cours de « pensée nationale » sont organisés au camp militaire de Lechfeld, près d'Augsbourg, qu'Hitler suit du 10 au 19 juillet 1919. À cette occasion, Hitler impressionne tellement Mayr par son discours nationaliste, qu'il l'affecte à un « commando éducatif » anti communiste, devenant l'un des 26 instructeurs durant l'été 1919,,,.
Les leçons d'Hitler transmettent l'idée qu'un bouc émissaire est responsable du déclenchement de la guerre et de la défaite de l'Allemagne. L'amertume d'Hitler face à l'effondrement de l'effort de guerre façonne son idéologie. Comme de nombreux autres nationalistes allemands, Hitler adhère à la Dolchstoßlegende, thèse répandue dès la défaite par le commandement militaire allemand pour se dédouaner de son échec, affirmant que l'armée allemande, « invaincue sur le terrain », avait été « poignardée dans le dos » par les démocrates et les marxistes, plus tard surnommés par les courants nationalistes les « criminels de novembre ».

### Prise de contrôle du DAP, transformation en Parti Nazi

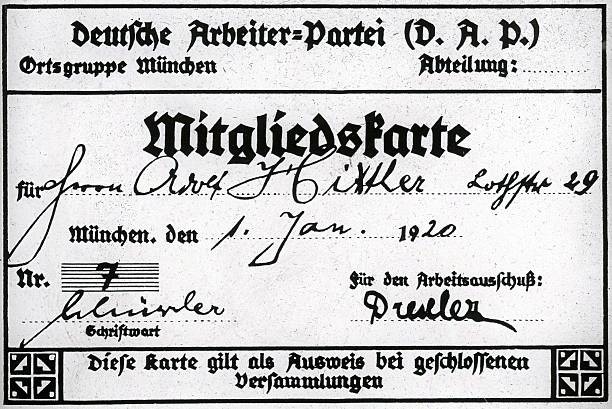
Carte d'adhésion d'Hitler au DAP. Contrairement à cette carte, qui affirme qu'il est le numéro 7 entré au parti, il en était en réalité le 55^{e} membre. Il s'agit d'une falsification postérieure des nazis pour nourrir le « mythe fondateur » d'Adolf Hitler.

En septembre 1919, Hitler rédige ce qui est souvent considéré comme son premier texte antisémite, demandé par Mayr pour répondre à une demande d'un soldat, Adolf Gemlich, qui avait participé aux mêmes « cours » qu'Hitler. Dans ce document, connu sous le nom de Lettre à Gemlich, Hitler y assimile les Juifs à la « tuberculose raciale des peuples ». En conséquence, il appelle à la mise en place d'un « antisémitisme rationnel » qui ne passerait pas par des pogroms ou des violences incontrôlées et chaotiques. Il souhaite plutôt un « antisémitisme de la raison doit conduire à la lutte juridique systématique et à l’élimination des privilèges que possède le Juif, par opposition aux autres étrangers vivant parmi nous (soumis, eux, à la législation sur les étrangers). Alors, son objectif ultime doit être l’élimination sans compromis des Juifs. Seul un gouvernement animé d’une force nationale – et non un gouvernement impuissant – en est capable. ». À cette période, où l'antisémitisme est une opinion partagée par une large majorité des courants nationalistes européens, Hitler semble faire référence à la mise en place de persécutions et d'une expulsion forcée de la population juive, s'inscrivant dans la continuité de la longue histoire des expulsions de Juifs en Europe.
Hitler, toujours missionné par l'armée pour espionner les activités politiques munichoises, s'intéresse de près au Deutsche Arbeiterpartei (DAP). Hitler est impressionné par les idées antisémites, nationalistes, anti-capitalistes et anti-marxistes de son fondateur, Anton Drexler. Le DAP, groupuscule d'extrême droite de moins de 300 membres à son apogée, est issu de la transformation en parti politique d'un club lié à la Société Thulé (une société secrète nationaliste völkisch qui promeut l'idée d'une race supérieure aryenne). Drexler est impressionné par les talents d'orateur d'Hitler et l'invite à rejoindre le DAP le 12 septembre 1919. Sur ordre de ses supérieurs militaires, Hitler fait une demande d'adhésion au parti et est accepté en tant que membre numéro 555 (le parti avait commencé à compter les adhésions à partir de 500 pour donner l'impression qu'il était bien plus grand, pratique courante dans les nombreux groupes d'extrême droite à l'époque,). Dans Mein Kampf, Hitler affirme être le septième membre du parti. Il s'agit, comme l'écrit l'historien Ian Kershaw, d'un mythe destiné « à servir la légende du Führer ».
Hitler est démobilisé de l'armée le 31 mars 1920 et travaille maintenant à plein temps pour le parti. Montrant son talent pour la pratique oratoire et la propagande, et avec le soutien de Drexler, Hitler devient chef de la propagande du DAP au début de l'année 1920. Les premiers membres du parti publient leur manifeste en 25 points le 24 février 1920 (co-écrit par Hitler, Anton Drexler, Gottfried Feder et Dietrich Eckart). Hitler rédige le premier point, y marquant son intention d'unifier les peuples germanophones, et affirmant que le parti exigeait que « tous les Allemands soient réunis dans une Grande Allemagne sur la base du droit de tous les peuples à l'autodétermination ». L'impossibilité faite à l'Autriche de s'intégrer à l'Allemagne au lendemain de la défaite nourrit grandement le nationalisme pangermaniste des milieux völkisch.
Au printemps 1920, Hitler organise le changement de nom du DAP en Parti national-socialiste des travailleurs allemands (NSDAP), plus connu sous le nom de Parti nazi. Le parti adopte la swastika modifiée, un symbole bien connu qui avait déjà été utilisé en Allemagne comme marqueur d'appartenance au mouvement völkisch, lié à la croyance en une race supérieure aryenne (la swastika est d'ailleurs l'un des symboles récurrents de la Société Thulé). La Parti nazi adopte également le salut dit « romain » utilisé par les fascistes italiens.
Le parti nazi est à ce moment là l'un des nombreux petits groupes extrémistes à Munich, mais les discours enflammés d'Hitler dans les brasseries commencent à attirer un public régulier. Hitler construit une rhétorique populiste, en désignant des boucs émissaires responsables des difficultés économiques de ses auditeurs (La situation de l'Allemagne est alors difficile). Il acquiert une notoriété locale grâce à ses discours visant le Traité de Versailles, ses rivaux politiques et surtout les marxistes et les Juifs. Pour les historiens, Hitler profite de son charisme personnel et de sa compréhension de la psychologie des foules lorsqu'il s'exprime en public,.
Alors qu'Hitler et Eckart sont en voyage pour collecter des fonds à Berlin en juin 1921, une mutinerie éclate au sein du Parti nazi à Munich. Les membres du comité exécutif (dont Drexler) veulent en effet fusionner avec un parti rival d'extrême droite antisémite, le Deutschsozialistische Partei (DSP, Parti socialiste allemand). Hitler rentre à Munich le 11 juillet et, furieux, présente sa démission. Les membres du comité réalisent que la démission de leur principal orateur et figure publique signifierait la fin du parti. Hitler, profitant de la situation avantageuse qui se présente à lui, annonce qu'il ne réintégrerait le parti qu'à deux conditions : remplacer Drexler en tant que président, et maintenir le siège du parti à Munich. Ils capitulent face à ses exigences et, le 29 juillet 1921, un congrès spécial est convoqué pour officialiser Hitler comme nouveau président (le résultat du vote fut de 543 voix pour Hitler et d'une contre).
Hitler affirme alors le Führerprinzip : l'obéissance absolue de tous les subordonnés à leurs supérieurs. La structure du parti (et plus tard celle du gouvernement) est désormais pensée comme une pyramide, avec lui-même – le chef infaillible, le Führer – au sommet. Les postes dans le parti ne sont pas attribués par des élections, mais par des nominations effectuées par des supérieurs hiérarchiques.
Plusieurs personnages importants du Parti nazi figurent parmi les premiers adhérents : Rudolf Hess (l'une des personnes les plus proches d'Hitler jusqu'à sa défection en 1941), Hermann Göring (commandement de la Sturmabteilung (SA) en tant que Oberster SA-Führer en 1923, fondateur de la Gestapo), Ernst Röhm (plus tard chef de la SA, homme fort du parti assassiné pendant la Nuit des Longs Couteaux en 1934), Alfred Rosenberg (théoricien de l'inégalité des races), Gregor Strasser (figure de l'aile nationale-révolutionnaire, assassiné également en 1934), Dietrich Eckart (l'un des fondateurs du parti, journaliste antisémite proche de Rosenberg), Hermann Esser (journaliste antisémite), Max Erwin von Scheubner-Richter (diplomate, qui meurt pendant le putsch de la Brasserie) et Erich Ludendorff (maréchal emblématique de la Première Guerre mondiale, qui est soutenu par le parti nazi lors de sa candidature ratée à la présidence de la République en 1925).

### Putsch de la Brasserie

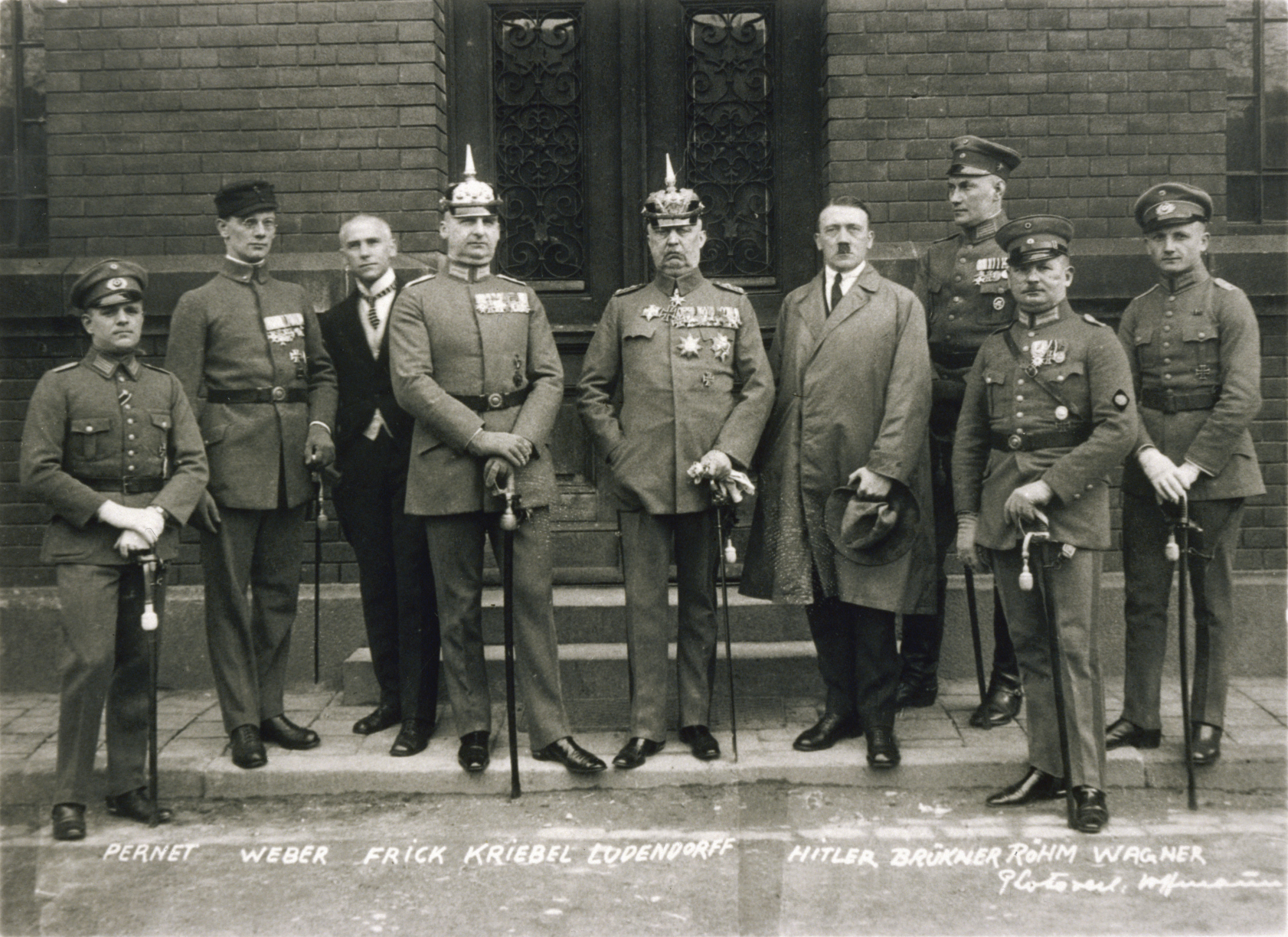
Les accusés lors du procès du Putsch de la Brasserie.

En 1923, Hitler fait appel au général Erich Ludendorff, vétéran de la Première Guerre mondiale, auréolé de son statut d'éminent militaire, pour tenter de s’emparer du pouvoir à Munich (la capitale de la Bavière) dans une tentative connue plus tard sous le nom de Putsch de la Brasserie, les 8 et 9 novembre 1923.
Ce renversement du pouvoir munichois, mal préparé car déclenché en réaction à des événements politiques locaux, doit cependant constituer une étape dans la prise de pouvoir à l’échelle nationale : son objectif est de renverser la République de Weimar à Berlin, en partant de la Bavière.
Le 8 novembre au soir, Hitler réunit les notables de Munich et de nombreux nazis dans une brasserie (la Bürgerbräukeller, l'un des deux grands points de réunion du parti à Munich), ainsi que le triumvirat conservateur qui dirige la Bavière à l'époque, ferme les portes, et annonce son coup d'État. Hitler est persuadé que l'armée et la police sont forcément acquises à sa cause et qu'il pourra convaincre les dirigeants de la Bavière de participer à son projet de renversement de la République.
Plus tard, dans la nuit du 8-9 novembre, quelques milliers d'hommes du Parti nazi (mais aussi d'autres groupes d'extrême droite alliés aux nazis) réussissent d’abord à occuper le quartier général local de la Reichswehr (l'armée) et de la police ; cependant, ni l'une, ni l'autre ne se rallient à lui.. La débâcle commence à se faire ressentir, de fait de l'impréparation des putschistes (ils n'ont pas pris le contrôle des postes de radios ou des gares, et toutes les tentatives lancées dans d'autres villes bavaroises échouent complètement). Entretemps, les membres du triumvirat conservateurs désavouent le putsch auxquels ils avaient été conviés et appellent les bataillons bavarois à l'aide pour écraser cette tentative.
Le 9 novembre en fin de matinée, Hitler et ses partisans, dont Ludendorff, dans une grande confusion politique et persuadés que jamais l'armée n'oserait tirer sur le héros de la Première Guerre mondiale qu'est le second, lancent une marche avec 2000 hommes jusqu’au Ministère bavarois de la guerre afin de renverser le gouvernement bavarois, pensant démarrer ainsi leur « Marche sur Berlin ». Hitler voulait imiter la Marche sur Rome de Benito Mussolini (1922).
Cependant, les autorités bavaroises ordonnent à la police de tenir leurs positions. Les putschistes sont dispersés après une brève fusillade dans les rues près de la Feldherrnhalle. En tout, seize membres du parti nazi et quatre policiers sont tués dans ce coup d’État manqué.
Hitler se réfugie chez Ernst Hanfstaengl et, selon certains récits, envisage de se suicider, sans que ce point ne soit certain. Hitler était déprimé, mais calme, lorsqu’il est arrêté le 11 novembre 1923. Craignant que des membres « de gauche » du Parti nazi ne tentent de lui ravir le leadership durant son incarcération, Hitler nomme rapidement le théoricien raciste Alfred Rosenberg comme chef temporaire du parti..
Ce putsch mal préparé constitue un tournant dans l'histoire et la stratégie du mouvement nazi. Hitler tire en effet des leçons de ce fiasco, renforçant ensuite son pouvoir sur le parti, et s'efforce de bénéficier du soutien des milieux conservateurs et de l'armée pour sa réussite politique.

### Publication deMein Kampf
À partir de février 1924, Hitler est jugé pour haute trahison devant le tribunal populaire spécial de Munich, pour son coup d'État raté. Il profite de la tribune que lui offre le procès pour diffuser son message dans toute l'Allemagne. Hitler parle par exemple pendant son procès de sa vision du leadership politique, affirmant que diriger un peuple n'est pas une question de science politique (Staatswissenschaft), mais une capacité innée, relevant de l’art de gouverner (Staatskunst). Il affirme également que parmi tous les hommes politiques allemands ayant gouverné récemment l'Allemagne, un seul, Otto von Bismarck, s'est réellement distingué dans cette fonction, suggérant subtilement qu’il était lui aussi né avec ce don. Poursuivant, il déclare que ce n’est pas Karl Marx qui avait enflammé les masses et déclenché la Révolution russe, mais Vladimir Lénine, en s’adressant aux émotions plutôt qu’à l’esprit.
Les prises de position de Hitler pendant son procès le rendent célèbre, mais ne l’innocentent pas. En avril 1924, il est condamné à cinq ans d'incarcération à la prison de Landsberg, où il bénéficie d’un traitement de faveur de la part de gardiens sympathisants. Il y reçoit une grande quantité de courriers d’admirateurs, notamment de l'argent et diverses formes de soutien.
Pendant son incarcération à Landsberg, en 1923 et 1924, il dicte le premier volume de Mein Kampf (Mon Combat) à son proche collaborateur Rudolf Hess. Initialement intitulé Quatre ans et demi de lutte contre le mensonge, la stupidité et la lâcheté, son éditeur change le titre pour Mein Kampf.
Le livre, dédié au membre de la Société Thulé, Dietrich Eckart, est une autobiographie (dont de nombreux éléments sont faux) et une présentation de sa vision du monde. Dans Mein Kampf, Hitler parle longuement de sa jeunesse, de ses débuts au sein du Parti nazi, et de sa vision de la politique, défendant la transformation de la société allemande en une société fondée sur la race. Certains passages suggèrent des velléités génocidaires. Hitler n'explique évidemment pas précisément le plan de la Shoah, qui est élaboré plus tard, pendant la guerre. Publié en deux volumes en 1925 et 1926, le livre se vend à 228 000 exemplaires entre 1925 et 1932. En 1933, première année de Hitler au pouvoir, un million d’exemplaires sont vendus. Le livre sert de référence, offrant un aperçu de la vision du monde à laquelle Hitler reste fidèle toute sa vie,. Cette idéologie est cohérente avec les idées qu'il exprime dans les années qui suivent la Première Guerre mondiale.
Dans Mein Kampf, Hitler dit avoir peu d'intérêt pour la politique pendant son enfance, préférant devenir peintre. Comme d'autres garçons de sa région d'Autriche, il est attiré par le pangermanisme. Hitler se présente comme un chef né, attiré par les aventures chevaleresques et l’exploration. À 11 ans, il affirme qu'il est déjà un nationaliste allemand passionné par l’histoire,. Hitler raconte qu'il n'a jamais terminé ses études primaires, quittant l’école à 16 ans. Il consacre plutôt son attention à ses ambitions artistiques, ce qui le mène à s’installer à Vienne en 1905. Il raconte également avoir tiré de Vienne de nombreux enseignements, notamment du fait que la vie était une lutte permanente entre les faibles et les forts ; selon sa vision du monde, la morale n’a pas d’importance, tout se résumant à « victoire ou défaite ». Il faut évidemment nuancer ces affirmations d'Hitler, qui construit dans son ouvrage sa mythologie originelle.
Pendant son incarcération à Landsberg, alors qu’il travaille à la rédaction de Mein Kampf, Hitler reçoit régulièrement la visite d'un éminent vétéran de la Première Guerre mondiale, le général de division Karl Haushofer, président du département de géographie et de sciences militaires de l’Université de Munich. Ces rencontres prennent la forme de conférences et d’exposés académiques sur la géopolitique. Ils y abordent très certainement l’idéal nazi du Lebensraum, ce qui influence les idées exprimées par Hitler dans son pamphlet. Haushofer défend effectivement la théorie selon laquelle l’Allemagne a perdu la Première Guerre mondiale du fait de son manque d’ « espace vital » et d’autarcie. De plus, Hitler estime que les nations fondées sur la maîtrise des mers et le commerce maritime étaient vouées à l’échec, car un tel contrôle « serait bientôt brisé », et écrit que l’humanité se trouve alors « au grand tournant de la domination des empires insulaires ». Hitler pense que, pour que l’Allemagne étende son influence, elle doit s’appuyer sur l’espace continental et sur des terres agricoles abondantes, qu’on ne peut trouver qu’à l’Est.
Influencé par les théories de Haushofer, Hitler trouve légitime que l’Allemagne s’empare des terres cultivables de Russie, car la terre appartient selon lui à ceux qui sont prêts à la travailler « avec ardeur ». Méprisant racialement les Russes, tout en insinuant que le peuple allemand est plus méritant grâce à sa prétendue supériorité intellectuelle, Hitler déclare : « C’est criminel de demander à un peuple intelligent de limiter sa descendance pour qu’un peuple paresseux et stupide puisse littéralement gaspiller une surface gigantesque de la terre ». Anticipant cet objectif nazi, Hitler écrit : « Sans considération pour les traditions, l’Allemagne doit trouver le courage de rassembler notre peuple et sa force pour avancer sur la route qui le mènera de son espace vital restreint actuel vers de nouvelles terres et de nouveaux sols, et ainsi le libérer du danger de disparaître de la surface de la terre, ou de servir d’autres comme peuple esclave ». Ainsi, le darwinisme social et la répartition géographique des population se rejoignent dans la vision du monde que produit Hitler. Dans cette vision absolue, l’un des principaux objectifs de Hitler est que l’Allemagne devienne une grande puissance mondiale, ou comme il le disait, « elle cessera d’exister ».
Différents historiens estiment que l’on peut trouver l'essence de la philosophie politique de Hitler dans Mein Kampf. L’historien britannique James Joll écrit par exemple que Mein Kampf contient « toutes les croyances de Hitler, la majeure partie de son programme et une grande part de son caractère ». Selon Andreas Hillgruber, on trouve dans le texte de Mein Kampf le cœur même du programme hitlérien. Le biographe Joachim Fest affirme pour sa part que Mein Kampf contient un « portrait remarquablement fidèle de son auteur ».
Dans Mein Kampf, Hitler, qui mêle antisémitisme, pensée völkisch, darwinisme social et racisme, classe les êtres humains selon leurs attributs physiques, affirmant que les Aryens allemands ou nordiques se trouvent au sommet de la hiérarchie, tandis que les Juifs et les Roms sont relégués au plus bas. Les peuples dominés profitent de l’enseignement des Aryens supérieurs, et les Juifs complotent pour empêcher cette « race supérieure » de régner légitimement sur le monde en diluant sa pureté raciale et culturelle, et en incitant les Aryens à croire en l’égalité plutôt qu’en la hiérarchie. Hitler décrit une lutte pour la domination mondiale, un conflit racial, culturel et politique permanent entre Aryens et Juifs, la nécessité de la purification raciale du peuple allemand, et l’expansion vers l’Est. L’Allemagne doit donc obtenir un espace vital ou Lebensraum, nécessaire pour accomplir la « destinée historique » du peuple allemand. Cette idée est au cœur de la politique du « Troisième Reich ». Hitler fait également état de sa volonté de détruire ce qui constitue à ses yeux les deux plus grands maux de l'humanité : le communisme et le judaïsme. Ce processus d'élimination doit permettre l'unification de tous les Allemands derrière leur destin commun de peuple dominateur.

## Courants idéologiques d'Adolf Hitler
La pensée politique d'Adolf Hitler mélange le nationalisme pangermanique à une vision du monde autoritaire, conservatrice, anti-marxiste, antislave, antisémitique et anti-démocratique, comme détaillée ci-avant. Il s'agit ici d'en expliciter les différents traits.

### NationalismeVölkisch

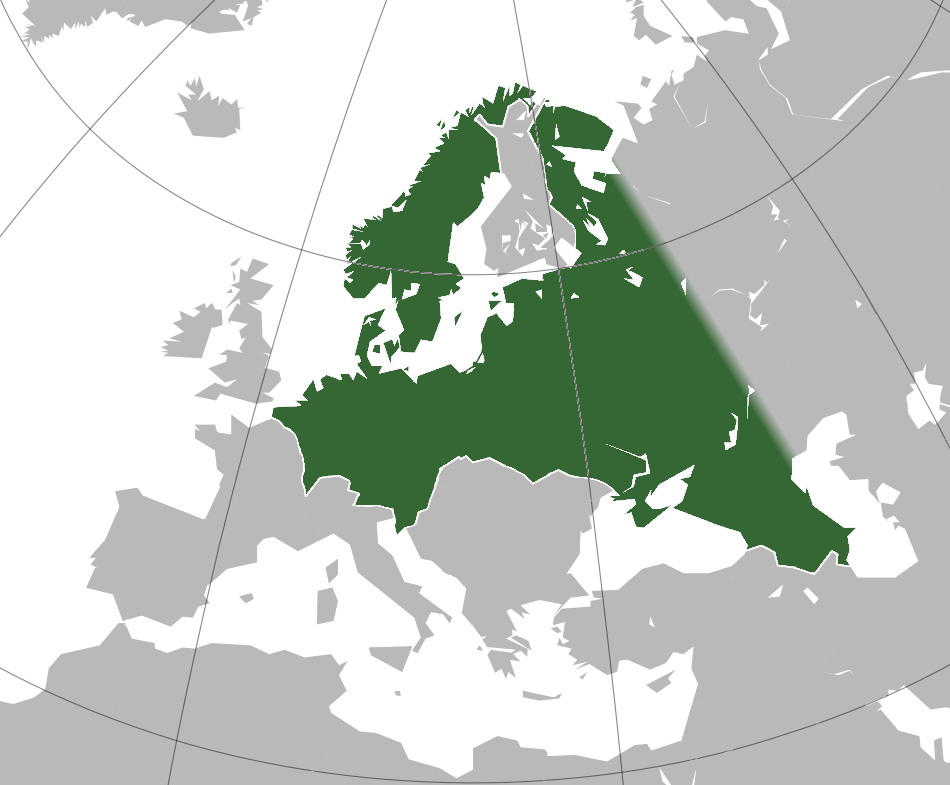
Limites théorique du Grand Reich germanique souhaité par les nazis.

Les opinions politiques d'Adolf Hitler, dans le contexte de la jeune république de Weimar, ne sont pas rares en Allemagne, car le régime démocratique apparaissait aux yeux d'une partie de la population comme inefficace pour résoudre les problèmes du pays,.
En conséquence à cette perception d'inefficacité du tout jeune régime weimarien, de nombreux anciens combattants de la Première Guerre mondiale, ainsi que d'autres partisans du nationalisme allemand, formèrent le Parti de la patrie allemande (Vaterlandspartei, DVLP, transformé en DNVP), qui promouvait l’expansionnisme, la camaraderie entre soldats et le leadership héroïque, tout en revendiquant des idées du courant völkisch comme le nationalisme ethnique et linguistique, ainsi que l’obéissance à l’autorité, et la croyance en un salut politique par un leadership fort. Tous ce microcosme de partis politiques de droite traditionnelle et d'extrême droite profitent du terreau fertile de l'Allemagne dans les années qui suivent la défaite, et le DAP évoqué précédemment n'échappe pas à cette règle.
Les courants völkisch peinent à rebondir après l’échec du putsch de la brasserie de novembre 1923, qui devait faire advenir la fin de la démocratie allemande. L'arrestation et l'emprisonnement d'Hitler ne permettent pas l'émergence de leaders concurrents. Lorsqu’Hitler réapparait après sa libération de la prison de Landsberg, son importance pour le développement et la diffusion des thèses völkisch apparaît évidente, et Hitler se persuade qu’il est l'incarnation de la réalisation des idéaux nationalistes völkisch dans une sorte de narcissisme messianique, ce qui raffermit sa conviction qu'il doit guider l'Allemagne pour se débarrasser du traité de Versailles et « restaurer la puissance et la grandeur de l’Allemagne », en créant une nation allemande renaissante, en tant que chef du Parti nazi. Les partisans du courant völkisch se rallient progressivement au NSDAP, qui domine désormais cette scène politique d'extrême droite.
Hitler reprend ainsi l’idéologie völkisch en vantant la supériorité de la race germanique dans Mein Kampf :

« Chaque manifestation de la culture humaine, chaque produit d’art, de science et de compétence technique que nous voyons aujourd’hui sous nos yeux, est presque exclusivement le fruit de la puissance créatrice aryenne. Ce simple fait justifie pleinement la conclusion que seul l’Aryen a fondé un type supérieur d’humanité ; il représente donc l’archétype de ce que nous entendons par le terme : HOMME. Il est le Prométhée de l’humanité, dont jaillit toujours l’étincelle divine du génie depuis son front, rallumant sans cesse ce feu qui, sous forme de connaissance, a illuminé la nuit obscure en soulevant le voile du mystère et ainsi montré à l’homme comment s’élever et devenir maître de tous les autres êtres sur la terre. S’il devait disparaître, une profonde obscurité tomberait sur le monde ; dans quelques milliers d’années, la culture humaine disparaîtrait et le monde deviendrait un désert. »

Le nationalisme völkisch d’Hitler et des nazis se fonde sur l’idée que le Volk (peuple, au sens racial) allemand est incarné par les fermiers et paysans allemands : des gens non corrompus par les idéaux modernes, et dont la plus grande qualité est leur « joyeuse obéissance » et leur capacité à s'astreindre à leur « vocation monarchique ». Hitler est ainsi leur nouveau monarque. Le nationalisme völkisch incorpore aussi dans ses idéaux l’importance de la nature, la centralité d’un sauveur chevaleresque (Hitler en l’occurrence), le retour de la religion païenne germanique, et la croyance en la supériorité aryenne. L’antisémitisme demeure un élément central du mouvement völkisch, ainsi qu’un élément idéologique permanent au sein des partis conservateurs allemands. Il trouve ainsi son aboutissement dans la pensée nazie qui fait du peuple juif l'obstacle à anéantir pour atteindre l'idéal souhaité. En tant que nouveau leader völkisch de l’Allemagne à partir de 1933, Hitler et les nazis mettent rapidement en place une politique fondée sur le nationalisme ethnique, visant à éliminer les Juifs et autres ennemis identifiés du corps social allemand. Le nazisme, d'un point de vue völkisch, devient l'accomplissement de ses thèses, notamment celles de la renaissance de la religion païenne et de la supériorité de la race germanique, « l’irrationnel devenant concret » par l'accomplissement du « cadre idéologique » nazi, selon l'historien George L. Mosse.

### Ultra-conservatisme
Hitler, et plus largement les nazis, défendent une vision socialement conservatrice concernant de nombreux aspects de la vie, inscrite dans une discipline stricte et aux accents militaristes. À bien des égards, une forme spécifique d’anti-intellectualisme est présente dans la philosophie nazie. Faisant écho à une époque idéalisée et plus simple, Hitler et les nazis, dans une dynamique ultra conservatrice, cherchent à réhabiliter un passé mythifié et glorieux pour offrir une perspective d'avenir plus prometteur.

#### Vision de l'art

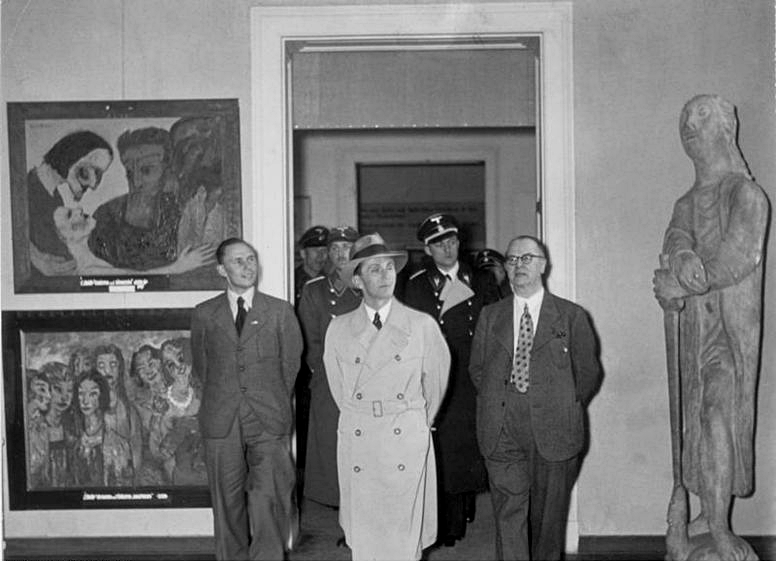
Joseph Goebbels visitant l'exposition Entartete Kunst à Berlin : à gauche, deux œuvres d'Emil Nolde, et à droite, une sculpture de Gerhard Marcks.

Les nazis, dans la continuité de la pensée d'Hitler, cherchent à définir une expression artistique acceptable dans l'Allemagne nazie, interdisant ce qu'ils considèrent comme de « l'art dégénéré » (Entartete Kunst) . Dans Mein Kampf, Hitler s'insurge contre ce qu’il considère être une expression artistique de mauvais goût au pouvoir moralement destructeur, qualifiant certaines œuvres de « morbides » et affirmant que la population « aurait mieux fait de ne pas les voir du tout ». Convaincu qu’il est nécessaire de montrer au peuple allemand ce qui constitue sa vision de l' « art dégénéré », afin de l'en prémunir à l’avenir, Hitler organise une exposition officiellement commandée en juillet 1937 présentant des sculptures, gravures et peintures soigneusement sélectionnées (on y trouve des productions de Nolde, Kirchner, Kokoschka, Picasso, ou encore Chagall). Une fois l’exposition terminée, les œuvres de nombreux artistes sont interdites en Allemagne, voire détruites.
Le mépris d’Hitler pour la « décadence » culturelle et sociale de la République de Weimar sont récurrents dans Mein Kampf. Il écrit ainsi, en mobilisant comme souvent le vocabulaire biologique :

« Si nous nous penchons sur l'évolution de notre vie culturelle au cours des vingt-cinq dernières années, nous serons étonnés de constater jusqu’où nous sommes déjà allés dans ce processus de régression. Partout, nous trouvons la présence de ces germes qui donnent naissance à des excroissances protubérantes qui doivent tôt ou tard entraîner la ruine de notre culture. Nous trouvons ici des symptômes indubitables d'une corruption lente ; et malheur aux nations qui ne sont plus capables d’arrêter ce processus morbide »

#### Sexualité et «déviances»
Les opinions conservatrices sur la sexualité chez les nazis diffusent une homophobie extrême, entraînant la persécution systématique des homosexuels. Une fois au pouvoir, le régime d’Hitler s’attaque à toutes les formes de « déviances » et de crimes sexuels, notamment l’homosexualité, qui est poursuivie en justice, en tant que crime, dans environ 30 000 affaires entre 1934 et 1939. Le conservatisme social d’Hitler est d'une très grande virulence envers les personnes homosexuelles, qu’il considère comme des « ennemis de l’État », les associant aux Juifs et aux communistes ; un bureau spécial de la Gestapo est créé pour traiter la question de l'homosexualité.
Plus largement, les nazis découragent fortement, voire interdisent, les comportements suivants : l'utilisation de cosmétiques, les relations sexuelles avant le mariage, la prostitution, la pornographie, les « vices » sexuels, le tabagisme et la consommation excessive d'alcool.

#### Natalisme
Hitler est également vivement opposé au métissage racial. Viscéralement nataliste, comme de nombreux autres pangermanistes, il considère que les Allemands ont l’obligation de se reproduire (entre eux) pour perpétuer leur supériorité :

« Qu’une telle mentalité [la croyance en la perpétuation de la pureté raciale] soit adoptée ne peut être rejeté, dans un monde où des centaines de milliers de personnes acceptent le principe du célibat par choix, sans y être obligées ni liées par autre chose qu’un précepte ecclésiastique [le célibat des prêtres]. Pourquoi ne serait-il pas possible d’amener le peuple à faire ce sacrifice [faire des enfants] si, au lieu d’un tel précepte, on leur disait simplement qu’ils doivent mettre fin à ce véritable péché originel de la corruption raciale, qui est transmis de génération en génération. Et de plus, ils devraient prendre conscience qu’il est de leur devoir sacré de donner au Créateur tout-puissant des êtres tels qu’il les a créés à son image. »

#### Prostitution
Un autre domaine de préoccupation pour Hitler — mentionné par l'un de ses proches à Vienne, August Kubizek — est la prostitution. Hitler l’associe aux maladies vénériennes et au déclin culturel. De plus, il considère cette pratique comme contraire au bon développement familial. Il exprime son puritanisme dans Mein Kampf, écrivant :

« La prostitution est une honte pour l’humanité et ne peut être éliminée simplement par des méthodes charitables ou scientifiques. Sa restriction et son éradication définitive supposent la suppression d’une série entière de circonstances qui contribuent à son développement. Le premier remède doit toujours être d’établir des conditions permettant des mariages précoces, en particulier pour les jeunes hommes. »

Il poursuit en affirmant que la prostitution est dangereuse et a des conséquences sociopolitiques encore plus destructrices pour la société allemande.

#### Rôle des femmes

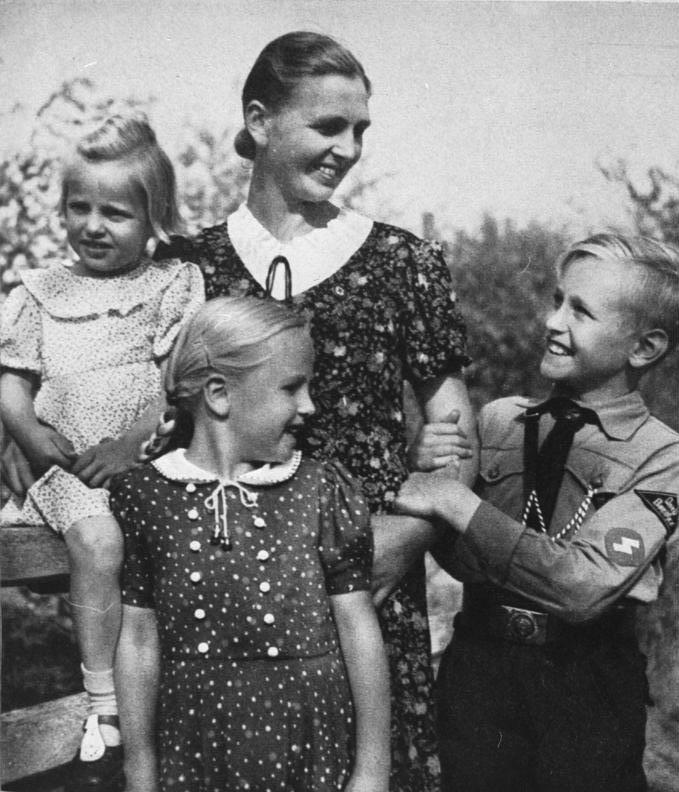
Photographie de propagande nazie : une mère, ses deux filles et son fils en uniforme des Jeunesses hitlériennes posent pour le magazine SS-Leitheft de février 1943.

L'opinion d'Hitler sur le rôle des femmes dans la société traduit une vision ultra-conservatrice et patriarcale : la tâche qui doit leur incomber et celle de mère au foyer. Elles doivent faire des enfants, et travailler domestiquement pour que leur maison reste propre et en ordre. Il revient à la femme d’éduquer ses enfants à être conscients de leur importance en tant qu’Aryens et de leur inculquer un engagement envers leur communauté ethnique. Logiquement, Hitler considère que les femmes n’ont pas leur place dans la vie publique ou politique, puisqu'elles sont, par nature, différentes des hommes, et donc cantonnées au champ du privé,.
Dans la continuité de nombreux artistes, musiciens, intellectuels et écrivains romantiques du siècle précédent, les nazis valorisaient la force, la passion, les déclarations franches de sentiments et le dévouement à la famille et à la communauté (les femmes étant vues comme le centre de la famille).

#### Éducation

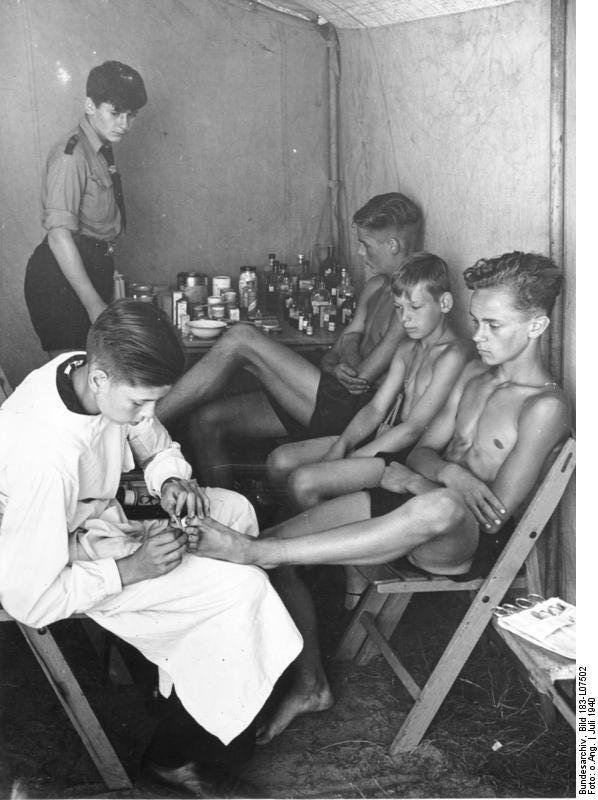
Examen sanitaire dans un camp d'été des Jeunesses Hitlériennes, juillet 1940. L'embrigadement vise à endoctriner et préparer physiquement plusieurs générations de futurs soldats.

L’influence d’Hitler est importante dans la vie des familles allemandes. Les grandes lignes de l'éducation des enfants sont définies en continuité de ses idées. Profondément anti-intellectuel et opposé à l’éducation conventionnelle, Hitler estime que la formation et l’enseignement doivent avant tout servir à créer de jeunes « camarades nationaux » allemands, qui doivent être convaincus de leur « supériorité sur les autres ». En outre, Hitler et ses partisans souhaitent produire de jeunes soldats allemands prêts à se battre pour leurs convictions, dans l'optique militariste et impérialiste nazie ; les enfants sont donc des cibles de choix de la propagande nazie, formés à la discipline militaire, et éduqués dans l’obéissance à l’autorité au sein des Jeunesses hitlériennes.

## Mépris pour la démocratie
Hitler considère que le gouvernement parlementaire allemand est responsable des malheurs de l'Allemagne. Les nazis, et Hitler en particulier, associent ainsi le concept de démocratie à ce qu'il perçoivent comme l'échec du gouvernement de Weimar, mais aussi au Traité de Versailles. Hitler dénonce régulièrement le concept de démocratie, l'associant à l'internationalisme. Puisque les idéaux démocratiques prônent l'égalité entre tous les hommes, ils représentent pour Hitler et ses idéologues nazis un système ochlocratique, et la haine de l'excellence. Non seulement la démocratie est contraire à leur vision du monde sociale darwiniste, mais son développement dans les pays occidentaux, sous la forme du capitalisme international, est considérée comme une création juive. Hitler pense également que la démocratie est en réalité un stade préliminaire du communisme soviétique.
Hitler croit fermement dans le Führerprinzip (le principe du chef), et considère comme absurde que la gouvernance ou la morale puissent être détenues par le peuple, au-dessus de la volonté du Führer. L'historien Joachim Fest décrit une confrontation en 1930 entre Hitler et Otto Strasser ainsi : « À ce moment-là, Hitler s’en prit à Strasser pour avoir placé « l’idée » [l'idéologie, le cadre conceptuel] au-dessus du Führer et avoir voulu « donner à chaque camarade du parti le droit de décider de la nature de « l’idée », voire de décider si le Führer est fidèle ou non à la soi-disant « idée » ». C’était, cria-t-il [Hitler] avec colère, la pire forme de démocratie, qui n'a aucune place au sein de leur mouvement [le NSDAP]. « Chez nous, le Führer et « l’idée » ne font qu’un, et chaque camarade du parti doit faire ce que le Führer commande, car il est l'incarnation de « l’idée » et lui seul connaît son but ultime» »,.
Bien qu’Hitler ait compris que son accession au pouvoir nécessitait l’utilisation du système parlementaire de la République de Weimar (fondé sur des principes démocratiques) après son putsch manqué, il n’a jamais eu l’intention de maintenir un gouvernement démocratique une fois au pouvoir. Au contraire, Hitler proclamait qu’il « détruirait la démocratie avec les armes de la démocratie ». Les nazis, une fois au pouvoir, opèrent ainsi une transition très rapide vers le régime dictatorial, sans grande contestation, du fait de la mise au pas du pays. Plus largement, le concept de démocratie, finalement très récent pour l'Allemagne, n’a jamais été véritablement adopté et défendu par la majorité des Allemands, et encore moins par les élites. L’incapacité de la démocratie de Weimar à offrir un soulagement économique visible au peuple allemand pendant la crise de la fin des années 1920 renforce encore son image de système de gouvernement inefficace aux yeux de la population, une rhétorique répétée par les nazis. Hitler offrait ainsi au peuple allemand la perspective d’une « société nouvelle et meilleure ».

## Anticommunisme
Pour Hitler, le communisme est l'un des ennemis principaux de l’Allemagne. Il le mentionne souvent dans Mein Kampf. Lors de son procès pour le Putsch de la Brasserie, Hitler affirme que son seul objectif était d’aider le gouvernement allemand à « combattre le marxisme ». Marxisme, bolchévisme et communisme sont pour Hitler des termes interchangeables, comme en témoigne leur usage dans Mein Kampf :

« Au cours des années 1913 et 1914, j’ai exprimé pour la première fois mon opinion dans divers cercles, dont certains sont maintenant membres du Mouvement national-socialiste, selon laquelle le principal problème de l’avenir de la nation allemande est la question de l’extermination du marxisme. »

Plus loin dans son pamphlet, Hitler prône « la destruction du marxisme sous toutes ses formes ». Selon lui, le marxisme est une stratégie juive visant à asservir l’Allemagne et le monde, ainsi qu’une forme d’esclavage mental et politique. D’après Hitler, les bolcheviks sont au service de la « finance juive internationale ». Lorsque les Britanniques tentent de négocier avec Hitler en 1935 pour inclure l’Allemagne dans l’extension du Pacte de Locarno de 1925 (afin d'inclure une close portant sur les frontières de l'Est de l'Allemagne), il s'oppose à leur proposition et leur assure plutôt que le réarmement allemand est avant tout essentiel pour protéger l’Europe du communisme,.
Les nazis ont pour objectif programmatique de détruire le socialisme et le communisme et d’en proposer une alternative expurgée de ses éléments doctrinaires égalitaires, révolutionnaires et internationalistes (l'utilisation du terme socialiste dans le nom du parti sert ainsi à attirer les électeurs sensibles à ces discours). Le programme anticommuniste de Hitler attire les forces conservatrices traditionnelles (monarchistes, aristocratiques, bourgeoises et adeptes du capitalisme sans régulation), qui s'y allient et le financent,. Lorsqu’on lui demande, lors d’un entretien en 1923, pourquoi il se qualifie de national-socialiste, alors que le parti nazi est « l’antithèse même de ce qu’on attribue généralement au socialisme », Hitler répond : « Le socialisme est la science du bien commun. Le communisme n’est pas du socialisme. Le marxisme n’est pas du socialisme. Les marxistes ont volé ce terme et en ont confondu le sens. Je vais reprendre le socialisme aux socialistes ».
En 1939, Hitler déclare au haut-commissaire suisse de la Société des Nations, Carl Jacob Burckhardt, que tout ce qu’il entreprend est « dirigé contre la Russie » et que « si ceux de l’Ouest sont trop stupides ou trop aveugles pour comprendre cela, alors je serai forcé de parvenir à un accord avec les Russes pour battre l’Ouest, puis, après sa défaite, me retourner de toutes mes forces contre l’Union soviétique ». Lorsqu'Hitler ordonne finalement l’attaque contre l’Union soviétique, il réalise l’accomplissement de son objectif ultime et, à ses yeux, la campagne la plus importante, car elle constitue une lutte du « peuple aryen élu contre les bolcheviks juifs ». Cette conquête du territoire soviétique, outre l'anéantissement du communisme (et du peuple juif), répond aux aspirations nazies visant à agrandir le territoire de l'Allemagne pour lui donner un « espace vital » suffisant. Cette « promesse de l'Est », pour reprendre l'expression de l'historien Christian Ingrao, est au cœur de la pensée nazie.

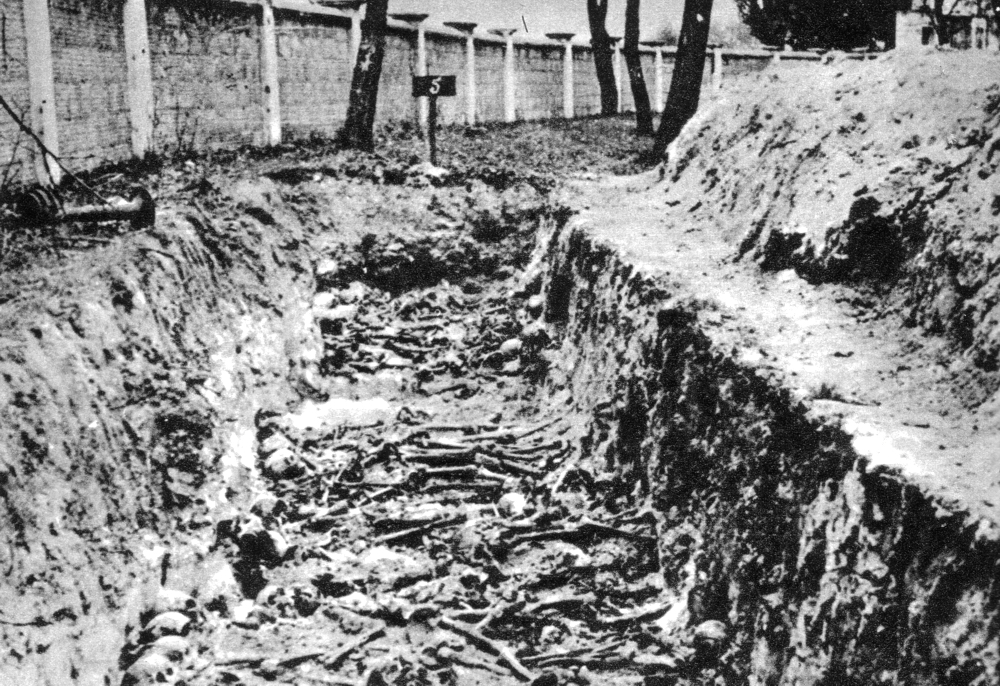
Fosse commune de prisonniers soviétiques assassinés par l'armée allemande au camp de concentration de Dęblin (Pologne occupée par la Wehrmacht).

Le biographe Alan Bullock affirme qu'Hitler « insiste fortement » sur la nécessité de se concentrer sur un ennemi unique, qui constitue une synthèse mêlant « le marxisme et le Juif ». Peu de temps après la promulgation du Kommissarbefehl, une directive liée à l’invasion allemande de l’Union soviétique, le chef adjoint de la SS, Reinhard Heydrich, informe la SS de la philosophie géopolitique de Hitler, qui assimile bolchevisme et judaïsme, écrivant que « la juiverie orientale est le réservoir intellectuel du bolchevisme et doit donc, selon le Führer, être annihilée »,. Déjà mise en pratique à l'intérieur, en Pologne et à l'Ouest, l'Opération Barbarossa concrétise finalement à l'échelle de tout le continent européen la haine anticommuniste et l'antisémitisme d'Hitler et des nazis, les persécutions à l'encontre des groupes désignés comme communistes ou juifs étant systématisées, s'intensifiant dans les zones occupées pendant la guerre.

### Liens entre la conceptualisation duLebensraumet l'antisémitisme et l'antislavisme d'Adolf Hitler
L’antisémitisme et l’antislavisme sont pour Hitler des composantes centrales du programme de colonisation par le peuplement allemand, couramment appelé le Lebensraum (le biotope ou l'espace vital, en français). Ces deux haines constituent l'un des socles idéologiques de l’invasion nazie de l’Union soviétique. L’expansion vers l’Est (« Drang nach Osten ») du territoire allemand, décrite plus ou moins précisément dans Mein Kampf, est en partie justifiée par la haine et le mépris d'Hitler pour les Slaves et les Juifs, considérés comme des groupes raciaux homogènes. Les Juifs représentent alors une minorité importante dans les pays de l'Est de l'Europe. Cette détestation s'articule autour de l’idée que les Slaves sont manipulés par les Juifs, tout comme les peuples vivant dans l'Union soviétique, contrôlés eux-aussi par les Juifs selon Hitler,.
Dans sa rhétorique, Hitler mobilise les sentiments anti-slaves historiques prussiens et allemands pour justifier idéologiquement son agenda social darwiniste. Les universitaires allemands, particulièrement au début du XXe siècle, sont déjà pour partie profondément antisémites et anti-slaves, et sont partisans de la nécessité de conquérir le Lebensraum, estimant que les vastes ressources naturelles de l’Est sont gaspillées sur des peuples racialement inférieurs comme les Slaves et les Juifs,.
Pour l’historien Roderick Stackelberg, l’invasion de l’Union soviétique déclenchée par Hitler est le résultat d’ « hypothèses idéologiques, raciales et géopolitiques qui se renforçaient mutuellement », qu’il avait clairement exposées dans Mein Kampf. L’historien allemand Andreas Hillgruber partage dans les années 1970 ce point de vue. Hillgruber voit en l'invasion de l'Union soviétique le condensé des objectifs idéologiques qui ont guidé la politique allemande durant tout son règne. Il place cette invasion dans la droite ligne de l'envie du dictateur de créer un Reich continental, ce qui inclut l'anéantissement du peuple juif. 
Pour Hillgruber, Hitler a les objectifs suivants en tête lorsqu’il envahit l’Union soviétique :
1. L’éradication totale de toutes les formes de pouvoir « judéo-bolchévique », et, corolairement, toutes ses racines biologiques supposées, à savoir les millions de Juifs vivant en Europe centrale et orientale.
2. L’acquisition indispensable du Lebensraum, c'est-à-dire un espace colonial nécessaire à l’installation de colons allemands dans les territoires les plus fertiles et les plus stratégiques de Russie.
3. L'assujettissement et en définitive l’anéantissement des Slaves, dont la population est divisée en quatre territoires sous contrôle allemand, ou Reichskommissariats nommés Ostland (pays baltes et une partie de la Biélorussie), Ukraine, Moscovie et Caucase, chacun placé sous l’autorité de « vice-rois » allemands. L’un des objectifs principaux de la direction allemande dans ces commissariats, outre l'extermination de la population juive, est d’effacer tout souvenir de l’État russe et de conditionner ces États subordonnés à la domination allemande.
4. Enfin, la création d'une autarcie à grande échelle en Europe continentale sous suzeraineté allemande, capable de résister à tout blocus potentiel des Alliés de la Seconde Guerre mondiale ; les territoires de l’Est conquis étant supposés fournir une source inépuisable de matières premières et de nourriture pour soutenir une guerre prolongée. La mise en place de ce « Reich allemand de la nation germanique » doit passer par le fait de nourrir les soldats allemands grâce aux ressources russes, bien que cela signifie que des millions de personnes seraient affamées, un plan pensé par l’État-major nazi dès le 2 mai 1941. Si ce plan de se réalise pas dans son entièreté, des millions de personnes vivant dans les territoires soviétiques meurent effectivement des famines causées par son application concrète à l'Est[145].

Hillgruber n’est pas seul à interpréter l’invasion de l’Union soviétique par Hitler comme un mouvement d’expansion continentale avec une intention politique antisémite primordiale, thèse que les historiens qualifient de vision « éliminationniste » (quand elle considère l'antisémitisme comme fondamental pour expliquer cette conquête) ; l’historien Karl Dietrich Bracher, entre autres, partage cette analyse, s'inscrivant lui dans le courant intentionnaliste (courant qui considère que la Shoah est le résultat direct d'un choix conscient opéré par les dirigeants nazis, en premier lieu desquels Adolf Hitler), aujourd'hui largement dépassé par l'historiographie actuelle. Dans son ouvrage The German Dictatorship, publié en 1972, Bracher qualifie l’invasion de conséquence de l’« obsession idéologique » de Hitler et affirme que « la volonté expansionniste de Hitler et l’expansion incessante des SS ont marqué la phase finale du régime national-socialiste ». Les débats qui entourent la place de l'antisémitisme dans l'impulsion de conquête, et surtout la responsabilité des dirigeants (et particulièrement d'Hitler) dans la Shoah a donné lieu à la « querelle des historiens » (Historikerstreit) dans les années 1980, qui oppose alors partisans de la thèse intentionnaliste, et ceux de la thèse fonctionnaliste. Aujourd'hui, ce débat n'est plus réellement d'actualité, un consensus ayant été trouvé par les spécialistes, en premier lieu desquels Ian Kershaw, qui défend l'idée qu'Adolf Hitler a donné l'impulsion cruciale de départ à la « Solution finale », mais que c'est grâce au rôle actif et à l'ingéniosité de l'administration nazie (armée, SS et fonctionnaires d'État étaient en lutte de pouvoir permanente) et des nombreux soutiens localement impliqués, que ce projet a pu aboutir. Pour reprendre les mots de l'historien Alain Michel : « Aujourd’hui, la plupart des historiens conviennent qu’il n’y a pas eu de projet génocidaire au début du nazisme mais que celui-ci se présente d’emblée comme une idéologie potentiellement génocidaire. L’emploi de mots à double détente (la dénonciation du cosmopolitisme juif, la promotion d’une Allemagne judenrei, c’est-à-dire débarrassée de ses Juifs…) met les esprits en condition mais ne fait pas du génocide une issue inéluctable. ».
Les recherches historiographiques au tournant des années 2000, comme le souligne Christian Ingrao, ont mis en lumière de nouvelles pistes pour comprendre l’expansion nazie vers l’Est, en insistant sur l’articulation entre conquête militaire, aménagement territorial et politique d’extermination. L'historien, qui fait un état de l'art en 2003 sur l'historiographie de la conquête de l'Est, met en avant les travaux d’historiens comme Dieter Pohl, Ulrich Herbert et Michael Wildt, qui montrent comment des acteurs intermédiaires — administrateurs, policiers, experts — ont joué un rôle moteur dans la mise en œuvre des politiques nazies. Ces chercheurs insistent sur la dynamique de radicalisation sur le terrain, où les projets de colonisation du Generalplan Ost se sont progressivement accompagnés de mesures d’exclusion, puis d’extermination des populations juives et slaves. Loin d’être uniquement dictée depuis le sommet du régime, et donc par Adolf Hitler, la violence nazie se révèle, pour Christian Ingrao, comme le produit d’une interaction entre directives centrales et initiatives locales, ancrées dans une vision impérialiste de réaménagement racial et spatial de l’Europe de l’Est.